# 大参事
大参事（だいさんじ）は、明治時代初期の府藩県三治制の時期に置かれた、地方官の長官に次ぐ官職。幕藩体制における家老および現在の副知事に相当した。

## 概要
明治元年（1868年）10月28日、新政府は、それまで藩によってまちまちだった支配組織を、藩主・執政・参政・公議人などの職制に統一するための藩治職制を布達した。
明治2年、版籍奉還後の官制改正で、藩主は知藩事となり、その下に家老級に代わる役職として正・権の大参事、小参事が置かれ、それぞれが政府の行政官となった（県には権官はなし）。
諸藩の正・権大参事は、公議人を兼任することとされ、公議所が廃止された後は、いずれか1名が集議院の議員となった。
明治4年、廃藩置県に伴う府県官制の制定によって、府県には参事が置かれることとなり、大参事の官職は廃止された。

## 参事の階級
明治2年11月11日改革においては、大参事は一等、権大参事は二等で、三等に学務少参事、郡治少参事、財用少参事、軍務小参事、刑断少参事、四等に学務権少参事、郡治権少参事、財用権少参事、軍務権少参事、刑断権少参事と分けられたが、明治3年11月15日改革で、大参事は一等、権大参事は二等、少参事は三等と整理された。